# 三道营站
40°59′33″N 112°17′46″E / 40.992615°N 112.296034°E
三道营站，位于中华人民共和国内蒙古乌兰察布市卓资县福生庄乡，邮政编码012312，建于1922年，是唐包铁路集包段的一个车站。离北京站604公里，离包头站228公里。距上行车站安居站7公里，距下行车站蒙古营站7公里。该站隶属呼和浩特铁路局集宁车务段。办理客运业务（旅客乘降；行李、包裹托运）和货运业务（办理整车，不办理危险货物发到），为四等车站，本站及相邻上下行区间均为电气化区段。

## 停靠车次
| 车次   | 车辆类型 | 始发站 | 始发时间 | 在本站停车时间      | 终点站 | 终到时间      |
| 6055次 | 普通慢车 | 大同站 | 8:00     | 13:16-13:17（当日） | 包头站 | 17:58（当日） |
| 6056次 | 普通慢车 | 包头站 | 6:50     | 12:16-12:28（当日） | 大同站 | 18:13（当日） |